# Гомаринген
Гомаринген (нем. Gomaringen) — община в Германии, в земле Баден-Вюртемберг. 
Подчиняется административному округу Тюбинген. Входит в состав района Тюбинген.  Население составляет 8598 человек (на 31 декабря 2010 года). Занимает площадь 17,3 км².
Коммуна подразделяется на 3 сельских округа.

## Города-побратимы
- Арси-сюр-Об (Франция)